# بطولة اتحاد غرب آسيا للأندية للسيدات 2019
بطولة اتحاد غرب آسيا للأندية للسيدات 2019 كانت النسخة الافتتاحية من بطولة أندية اتحاد غرب آسيا لكرة القدم للسيدات، وهي بطولة كرة قدم للسيدات في غرب آسيا نظمها اتحاد غرب آسيا لكرة القدم. أقيمت في العقبة، الأردن، من 3 إلى 11 أكتوبر 2019 بنظام الدوري الواحد.

## الفرق
شاركت خمس فرق من خمس دول في البطولة الافتتاحية.
| الاتحاد                  | الفريق                   |
| ------------------------ | ------------------------ |
| البحرين                  | نادي الرفاع              |
| الأردن                   | نادي شباب الأردن (سيدات) |
| لبنان                    | نادي نجوم الرياضة        |
| فلسطين                   | الأرثوذكس العربي         |
| الإمارات العربية المتحدة | نادي أبو ظبي الرياضي     |

## مرحلة المجموعات
جميع الأوقات بالتوقيت المحلي، ت ع م+03:00 (ت ع م+03:00).
| م | الفريق                       | لعب | ف | ت | خ | أ.له | أ.ع | أ.ف | نقاط |
| - | ---------------------------- | --- | - | - | - | ---- | --- | --- | ---- |
| 1 | نادي شباب الأردن (سيدات) (C) | 4   | 4 | 0 | 0 | 17   | 2   | +15 | 12   |
| 2 | نادي نجوم الرياضة            | 4   | 2 | 1 | 1 | 12   | 7   | +5  | 7    |
| 3 | نادي أبو ظبي الرياضي         | 4   | 2 | 0 | 2 | 15   | 5   | +10 | 6    |
| 4 | نادي الرفاع                  | 4   | 1 | 1 | 2 | 13   | 7   | +6  | 4    |
| 5 | الأرثوذكس العربي             | 4   | 0 | 0 | 4 | 1    | 37  | −36 | 0    |

| نادي أبو ظبي الرياضي | 1–2   | نادي شباب الأردن (سيدات) |
| -------------------- | ----- | ------------------------ |
| - سالحا راشد         | تقرير | - أليس كوسي              |

| الأرثوذكس العربي | 0–7   | نادي نجوم الرياضة |
| ---------------- | ----- | --- |
|                  | تقرير | - آية الجردي [الإنجليزية] - حنين تميم - كارولين سهوجيان - يارا بورضا - سيلين الحداد [الإنجليزية] - لارا بهلوان - ريم شلهوب |

| نادي نجوم الرياضة              | 2–1   | نادي أبو ظبي الرياضي |
| ------------------------------ | ----- | -------------------- |
| - لارا بهلوان - نانسي تشايليان | تقرير | - نوف العدوان        |

| نادي شباب الأردن (سيدات) | 2–0   | نادي الرفاع |
| ------------------------ | ----- | ----------- |
| - مي سويلم               | تقرير |             |

| نادي الرفاع                                                                                           | 9–0   | الأرثوذكس العربي |
| --- | ----- | ---------------- |
| - حصة العيسى - دانييلا مونتويا - ياسمين فايز - أميرة سووار - يوريلين رينكون [الإنجليزية] - روان العلي | تقرير | - سيرين غطاس     |

| نادي شباب الأردن (سيدات)               | 3–0   | نادي نجوم الرياضة |
| -------------------------------------- | ----- | ----------------- |
| - أليس كوسي - مي سويلم - ناتاشا النابر | تقرير |                   |

| الأرثوذكس العربي | 1–10  | نادي شباب الأردن (سيدات)                                         |
| ---------------- | ----- | ---------------------------------------------------------------- |
| - رازان عواد     | تقرير | - أليس كوسي - آية المجالي - لينا الصاحب - راية حينا - ماسا زيادِد |

| نادي الرفاع                   | 1–2   | نادي أبو ظبي الرياضي                 |
| ----------------------------- | ----- | ------------------------------------ |
| - يوريلين رينكون [الإنجليزية] | تقرير | - رافا ترافالاو - إديلاين دوس سانتوس |

| نادي نجوم الرياضة                            | 3–3   | نادي الرفاع               |
| -------------------------------------------- | ----- | ------------------------- |
| - نانسي تشايليان - ليلي إسكندر - رنا المقداد | تقرير | - منار يعقوب - حصة العيسى |

| نادي أبو ظبي الرياضي                                                                      | 11–0  | الأرثوذكس العربي |
| ----------------------------------------------------------------------------------------- | ----- | ---------------- |
| - رافا ترافالاو - نعيمة جمعة - أريج الحمادي - آمال آل ربيعة - شماء المنصوري - شهد الزركان | تقرير | - سيرين غطاس     |

## هدافات المباريات
عدد الأهداف المُسجلة  58 هدفًا  في 10 مباراة، بمتوسط 5.8 هدفًا في المباراة الواحدة.
9 أهداف
- أليس كوسي

5 أهداف
- حصة العيسى

4 أهداف
- رافا ترافالاو

هدفان
- منار يعقوب
- يوريلين رينكون [الإنجليزية]
- آية المجالي
- مي سويلم
- لارا بهلوان
- نانسي تشايليان
- آمال آل ربيعة
- أريج الحمادي
- نعيمة جمعة

هدف
- روان العلي
- أميرة سووار
- ياسمين فايز
- إديلاين دوس سانتوس
- دانييلا مونتويا
- ناتاشا النابر
- لينا الصاحب
- راية حينا
- ماسا زيادِد
- سيلين الحداد [الإنجليزية]
- آية الجردي [الإنجليزية]
- رنا المقداد
- يارا بورضا
- ليلي إسكندر
- ريم شلهوب
- حنين تميم
- رازان عواد
- نوف العدوان
- شماء المنصوري
- شهد الزركان
- محسن قراوي

هدف ذاتي
- كارولين سهوجيان

مصدر: The AFC

## وصلات خارجية
- الموقع الرسمي